# Villa Lante em Bagnaia

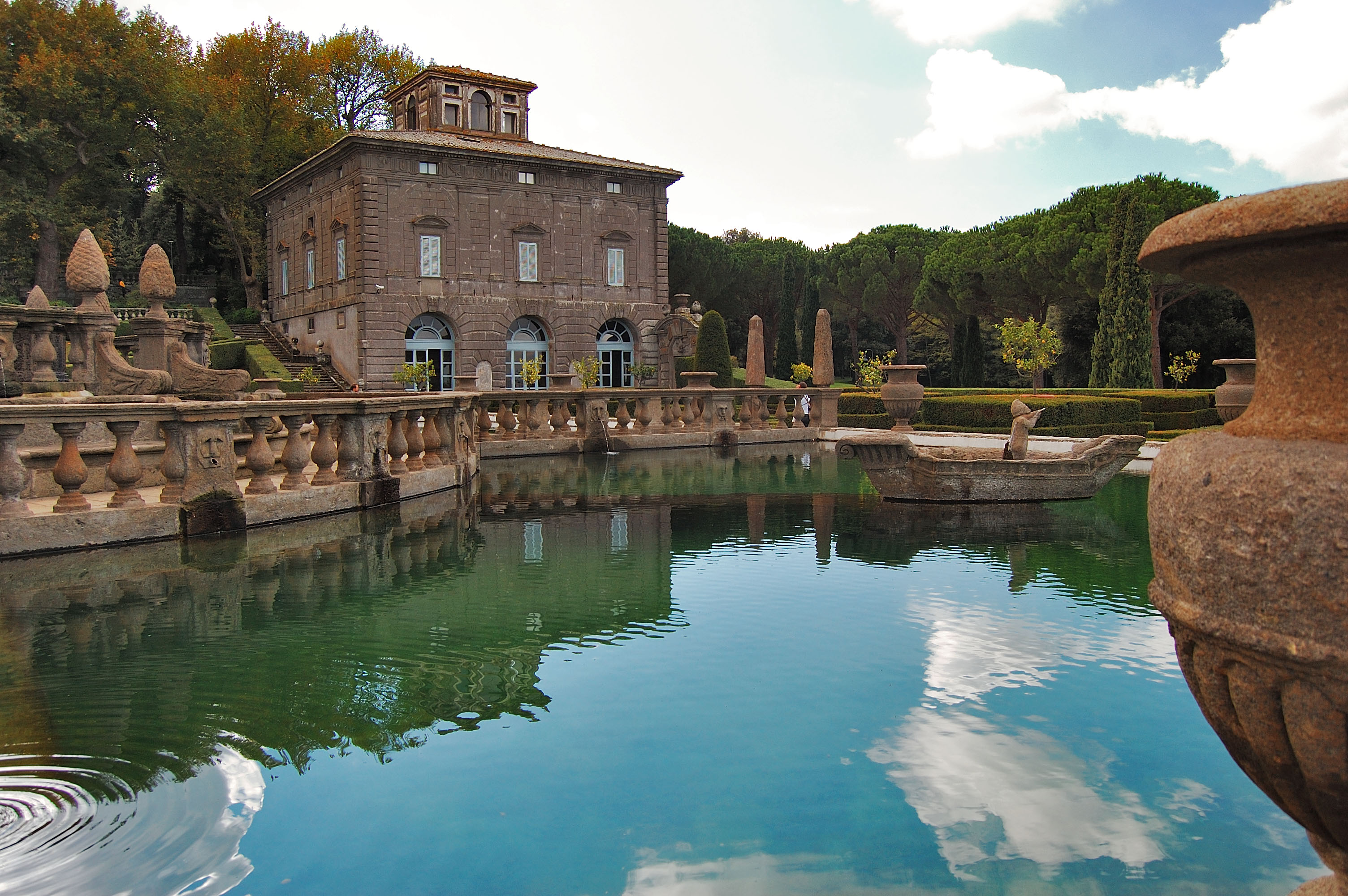
O tanque e um dos casinos que constituém a Villa Lante.

A Villa Lante em Bagnaia é um palácio italiano, localizado em Bagnaia, próximo de Viterbo, atribuído a Giacomo Barozzi da Vignola (não existe documentação contemporânea). Juntamente com Bomarzo, possui um dos mais famosos jardins maneiristas de surpresas do século XVI, na Itália. O primeiro choque para um visitante vindo de fresco da Villa Farnese (ou Caprarola) é a diferença entre as duas villas de Vignola situadas na mesma área, período e estilo arquitectónico maneirista: pouco existe de comum entre elas.
O palácio é conhecido como Villa Lante. De qualquer forma, só passou a ser assim chamado quando passou para a posse de Ippolito Lante Montefeltro della Rovere, Duque de Bomarzo, no século XVII, quase um século depois da sua construção.
Na colina do Janículo, em Roma, localiza-se uma outra Villa Lante, a Villa Lante no Janículo. Esta casa de Verão foi desenhada por Giulio Romano durante a primeira metade do século XVI. A empobrecida família Lante teve que vender a Villa Lante de Roma no início do século XIX. Depois da venda, a casa pertenceu, entre outros, ao famoso arqueólogo alemão Wolfgang Helbig, no final do século XIX. O edifício acolhe, actualmente, o Institutum Romanum Finlandiae e a Embaixada da Finlândia no Vaticano.

## Introdução:Bagnaia
Bagnaia fica localizada na Via Francigena, a movimentada estrada romana através das colinas Cimini. No entanto, a primeira menção histórica específica a Bagnaia é do ano 963, quando a aldeia ficou conhecida como Bangaria. A partir do século XIII, as terras de Bagnaia passaram a ser presenteadas pelo Papa, usualmente ao Bispo da vizinha Viterbo. Apesar disso, somente no século XVI foi construída nelas uma residência episcopal. Durante a Idade Média a aldeia obteve alguma arquitectura refinada, especialmente durante o período da Renascença, depois da construção da Villa Lante, aumentando a sua popularidade como refúgio. Em 1576, Tommaso Ghinucci, um arquitecto de Siena, supervisionou a ampliação dos subúrbios, o que então se transformava numa pequena cidade. Estas alterações são, actualmente, mais visíveis nas vizinhanças da Piazza 20 Settembre (Praça 20 de Setembro), inspirada na Piazza del Popolo, em Roma.

## Desenho Arquitectónico

Jardins da Villa Lante em Bagnaia.

A partir da tranquila piazza no extremo superior da despretensiosa aldeia, um lanço de degraus curvo conduz ao arco fortemente rusticado. Os edifícios da piazza exibem, nas suas antigas fachadas, pedras gastas com brasões de Papas e Cardeais. Passando através do arco, chega-se à primeira surpresa: não está aí qualquer Villa Lante.
A Villa Lante é, de facto, constituída por dois casinos (pavilhões); sendo ambos praticamente idênticos apesar de construídos por diferentes proprietários num período separado por trinta anos. Cada edifício quadrado possui um piso térreo de arcadas rusticadas, ou loggias, as quais suportam um piano nobile por cima. Cada fachada deste piso tem apenas três janelas, com frontões redondos ou triangulares alternados. Cada janela é dividida por pilastras emparelhadas. Um piso superior insinua-se apenas por uma pequena janela rectangular, tipo mezzanino, por cima das janelas do andar nobre. Casa edifício é, então, coroado por uma torre ou lanternim no alto do telhado. Estes elaborados lanternins quadrados também têm pilastras e janelas, tanto reais como cegas.
Cada um dos casinos, no seu severo estilo Maneirista, foi construído por diferente proprietários, sem relação entre si. A Villa Lante foi, inicialmente, encomendada pelo Cardeal Gianfrancesco Gambara, que deu o seu sobrenome ao primeiro edifício. Aparentemente, esta obra teve início em 1566 no casino do lado direito (em relação a quem entra). Pensa-se que Gambara contratou Vignola para desenhar o projecto, tendo começado o trabalho e o desenho dos jardins pelos quais a villa se tornou merecidamente famosa. O primeiro casino e jardins superiores foram rapidamente concluídos, mas as obras foram suspensas durante o resto da vida de Gambara.
Depois da morte de Gambara, em 1587, este foi sucedido como Administrador Apostólico de Viterbo pelo sobrinho de 17 anos de idade do Papa Sisto V, o cardeal Alessandro Peretti di Montalto. Foi este jovem que completou o projecto em Bagnaia e construiu o segundo casino. Os dois "casini" diferem essencialmente nos seus afrescos: frescos de paisagens no de Gambara e um estilo mais clássico, feito por um artista posterior, no de Montalto. No Casino Gambara as galerias abobadadas, com afrescos, são um tumulto de cor que realça o detalhe arquitectónico, enquanto que no Casino Montalto a principal sala de recepção é uma combinação de afresco com escultura de gesso, quase um trompe l'oeil.

## Desenho do Jardim

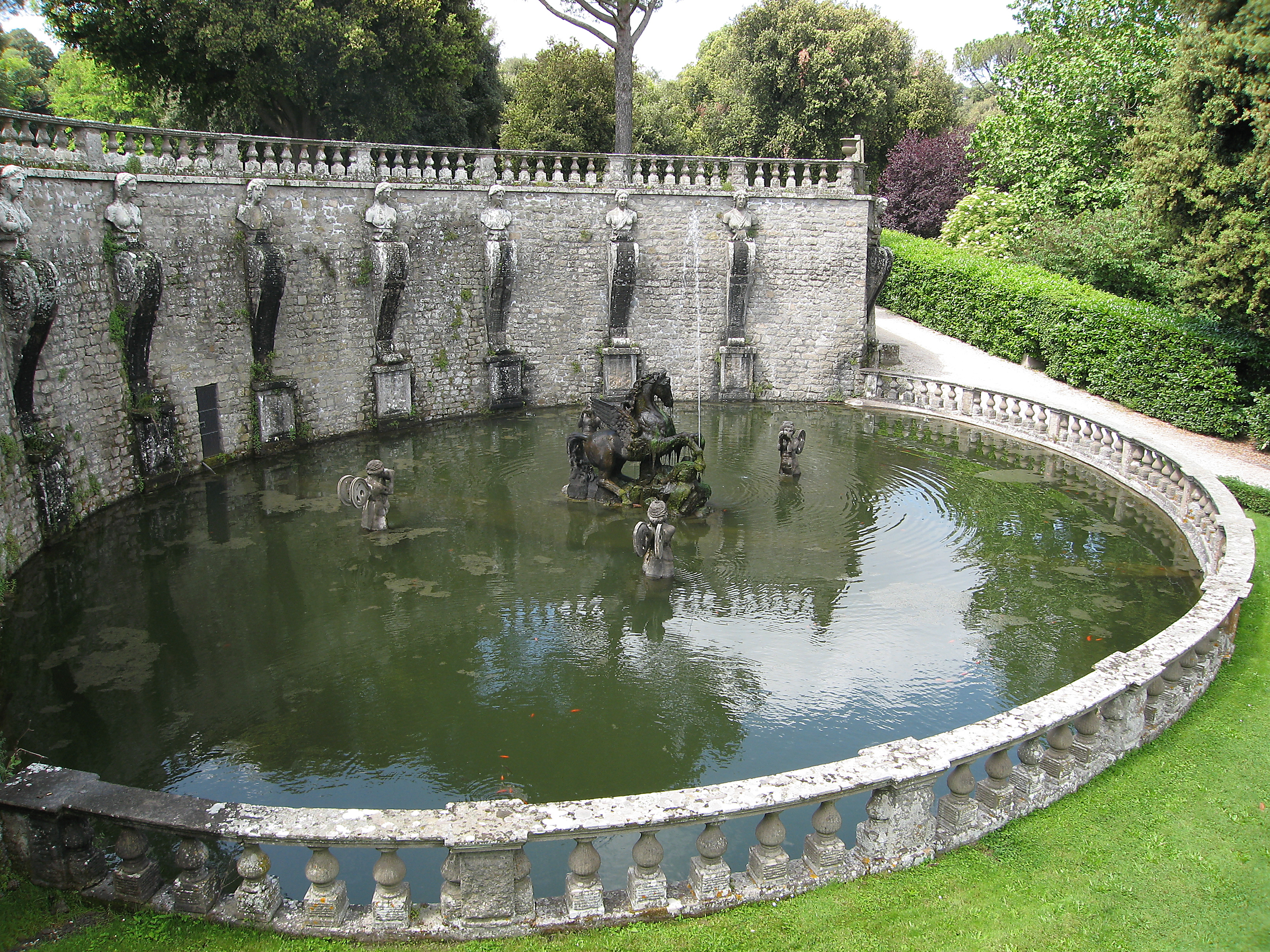
Fonte de Pégaso nos jardins da Villa Lante em Bagnaia.

Os jardins da Villa Lante são o elemento mais famoso do conjunto, especialmente as realizações com água, desde as cascatas às fontes e [gruta]s gotejantes. Esta harmonia de água e a perfeição do seu fluir só foi terminada depois de o arquitecto ter chamado um especialista em hidráulica de Siena, Thomaso Chiruchi, para supervisionar o desenho. O notável arquitecto de jardins Pirro Ligorio também foi consultado, mas foi o génio de Chiruchi que viveu e fluiu pelos jardins até à actualidade.
Entrando no arco rústico da piazza da aldeia e deixando para trás o seco quadrado poeirento, acede-se imediatamente a um novo mundo, altamente verdejante, limpo e fresco. A primeira confrontação é com o Quadrato, um parterre perfeitamente quadrado parterre, terminado uma geração antes dos parterres do Château de Saint-Germain-en-Laye e do Château de Fontainebleau: o contraste entre a piazza da aldeia e a visão do novo parterre deve ter sido ainda mais impressionante do que é hoje.
Os casini gémeos erguem-se um em cada lado. Nos restantes três lados, o jardim é cercado por altas sebes. Ao centro, as sebes baixas são esculpidas e formam modelos decorativos em volta de pequenas fontes e esculturas. O principal elemento deste parterre é a complexa fonte do seu centro, formada por quatro tanques, separadas por passeios com parapeitos decorados com ananazes de pedra e vasos que interceptam a água. No coração do complexo, um tanque central contém a célebre Fontana dei Mori (Fonte dos Mouros), por Giambologna: quatro mouros em tamanho natural permanecem de pé em volta de dois leões; estes seguram alto a montanha heráldica superada por um jacto em forma de estrela, o brasão de Montalto. Este é o ponto fulcral desta pouco comum composição de Casini e parterres. Os mouros ocupam o espaço que se esperaria ser ocupado por um vasto palazzo flanqueado pelos casini. É agora que se aprecia que o conjunto é, de facto, uma composição perfeitamente planeada sem ostentação. Em vez de os jardins serem um mero apêndice ou, quando muito, um complemento da villa, aqui eles fazem parte integrante da concepção original dessa mesma villa.
Acima do principal jardim ornamental, o visitante sobe, passando através de carvalhos e azevinhos, vislumbrando as fontes e esculturas em baixo através de vistas inesperadas, e vendo-as de novo em contextos surpreendentes. Chega-se, então, ao primeiro dos terraços ascendentes: aqui, alojada entre duas escadarias de pedra, fica a Fontana dei Lumini (Fonte das Lâmpadas), uma fonte circular; na borda de cada fileira, pequenas fontes imitam lâmpadas de óleo romanas lançando pequenos jactos de água. Camélias e outros arbustos florescentes da família das Ericaceae foram adicionados no século XIX, resplandecentes na sombra deste terraço.
No terraço seguinte (o terceiro), uma maciça mesa de pedra possui água a fluir para o seu centro. Aqui, o Cardeal Gambara podia entreter os seus convidados com piqueniques. Neste terraço ainda existem mais fontes, representando deuses da água. Por cima deste terraço fica um outro, o quarto, contendo a catena d'aqua, um jogo aquático (gioco d'aqua) que Vignola acrescentou a vários jardins do século XVI. Presente igualmente na Villa Farnese e na Villa d'Este, este canal de tanques em cascata desce no centro dos degraus que conduzem ao terraço superior.
No terraço seguinte ainda existem mais fontes e grutas, além de dois pequenos casini que enquadram novas fontes, completando uma composição conhecida como o "teatro das águas". Estes pequenos casini, tal como os equivalentes no terraço baixo, possuem desenhos distintos, provavelmente de Vignola uma vez mais, com galerias abertas suportadas por colunas jónicas. Estas carregam o nome do Cardeal Gambara gravado nas suas cornijas. Um casino dá acesso a um pequeno jardim secreto, um jardim de sebes e topiária, com uma linha de colunas que quase cria um ar de natureza melancólica.
Uma planta de perspectiva datada de 1609 mostra uma área arborizada, com passeios e vistas para obeliscos, e ainda um labirinto.

## Século XX

Vista dos jardins.

Depois da morte do último Cardeal proprietário da villa, em  1656, o conjunto passou para a posse da Casa do Duque Ippolito Lante, em cuja família permaneceu durante muitas gerações. No século XIX, a família, reavivada por uma herdeira norte-americana (uma filha de Thomas Davies, de Nova Iorque) como Duquesa, ainda vivia na Villa Lante no mesmo estilo: o Casino Gambara era habitado pela família ducal e o Casino Montalto era reservado para os seus hóspedes.
Em 1944 os jardins e os casini foram fortemente danificados pelas bombas dos Aliados, depois da queda de Roma no contexto da Segunda Guerra Mundial. No final do século XX, a Villa Lante foi adquirida pelo Dr. Angelo Cantoni, o qual completou um longo programa de restauros.
Uma outra Villa Lante, a Villa Lante no Janículo, construída nos arrabaldes de Roma segundo desenhos de Giulio Romano como o centro oficial de cultura finlandês em Roma .